# Brachyrhynchocyon
Brachyrhynchocyon è un mammifero carnivoro vissuto in Nordamerica nel periodo Priaboniano dell'Eocene (37,2-33,9 milioni di anni fa) e appartenente alla famiglia degli anficionidi.
Piccolo di statura e dotato di crani di circa 14/17 cm, la forma del teschio presenta uno spiccato dimorfismo sessuale : crani grandi e massicci per i maschi e forme più strette e gracili per le femmine.
La formula dentaria 13/3,C1/1,P4/4,M3/3 è pressoché identica a quella del genere Daphoenus mentre differisce per il secondo molare dagli altri generi affini Daphoenictis e Daphoenodon.
Vengono attualmente riconosciute tre specie :
- B. dodgei (a cui va ricondotta anche la specie Daphoenocyon minor scoperta da Clark nel 1967) è stato scoperto in numerosi siti, dal Canada (Saskatchewan) fino al Montana, Nebraska (Whitehead Creek), Dakota del Sud (Ahearn), Texas e Wyoming.
- B. intermedius è invece endemico del Wyoming (nella località Head of Indian Creek).
- B. montanus proviene unicamente dalla località di Pipestone Springs in Montana.